# Cultura di Karanovo
La cultura di Karanovo è una cultura neolitica (Karanovo I-III ca. - dal 6200 al 5500 a.C.) e prende il nome dal villaggio bulgaro di Karanovo (Караново, provincia di Sliven 42°30′41″N 25°54′54″E). Il sito a Karanovo stesso fu un insediamento sopra una collina di 18 edifici, che ospitava 100 abitanti. . Il sito fu abitato più o meno continuamente dall'inizio del VII all'inizio del II millennio a.C.
Gli strati a Karanovo sono impiegati come un sistema cronologico per la preistoria dei Balcani:

## Letteratura
- (DE)  Stefan Hiller, Vassil Nikolov (eds.), Karanovo III. Beiträge zum Neolithikum in Südosteuropa Österreichisch-Bulgarische Ausgrabungen und Forschungen in Karanovo, Band III, Vienna (2000), ISBN 3-901232-19-2.